# Estación de El Palau
El Palau es un apeadero ferroviario de la línea Llobregat-Anoia situada en el norte de San Andrés de la Barca. Esta estación se inauguró en 2002 como cabecera de la antigua S7, hasta que se completó la doble vía hasta Martorell. Dispone de servicios de carácter suburbano con las líneas S4, S8 y de cercanías mediante las líneas R5 y R6, atendidos todos ellos por FGC.

## Situación ferroviaria
La estación se sitúa en el punto kilométrico 23,24 de la línea férrea de ancho métrico Magoria-Martorell. a 46 metros de altitud. El tramo es de vía doble y está electrificado. El kilometraje se inicia en el emplazamiento de la estación primigenia de Magoria.

## Historia
La estación se inauguró el 29 de diciembre de 1912, coincidiendo con la inauguración de la línea del carrilet entre Magoria y Martorell-Central de ancho métrico. Las obras corrieron a cargo de la compañía ferroviaria Camino de Hierro del Nordeste de España (NEE), buscando la unión de Barcelona con Igualada y Manresa a través de Martorell. 
En 1908 la compañía Camino de Hierro del Nordeste de España (NEE) inició la construcción del ferrocarril de Barcelona a Martorell, estando a finales de 1911 las obras casi finalizadas. El 29 de diciembre de 1912, inauguraron finalmente el ferrocarril entre Magoria y Martorell-Enlace, tramo al que pertenecería la estación de El Palau noventa años más tarde, todo él en superficie. Esto permitió la explotación de la línea para transporte de viajeros desde Barcelona a Martorell e Igualada y a todas las poblaciones que ya servían los tramos inaugurados en el siglo XIX y el nuevo tramo entonces inaugurado, al conectarse las vías del Ferrocarril Central Catalán (CC) entre Igualada y Martorell con las del ferrocarril de Barcelona a Martorell del Camino de Hierro del Nordeste de España (NEE), iniciando el transbordo en Martorell-Enlace desde el 1 de septiembre de 1913.
En 1914 NEE entró en crisis por la liquidación del principal apoyo de la compañía, el Banco Franco-Americano. El estallido de la Primera Guerra Mundial también trajo problemas a la compañía, ya que tenía su sede en Bélgica. Debido a los problemas de explotación en los tres ferrocarriles del valle del Llobregat, se iniciaron los trámites de fusión de las compañías existentes mediante la creación de una nueva entidad. 
En 1919 se creó la Compañía General de Ferrocarriles Catalanes S.A.(CGFC), llamada a menudo Ferrocarrils Catalans. Ésta comenzó la explotación de la línea, iniciando el proceso de fusión. Los accionistas de los Ferrocarriles Catalans (CGFC) adquirieron el capital de NEE, que transfirió la concesión del ferrocarril a CGFC con la disolución final de NEE. Igualmente esto se tradujo en la venta de la mayoría de las acciones de CC a CGFC, que finalmente compró la totalidad de la compañía en 1921 y disolvió la Compañía del Ferrocarril Central Catalán (CC).
La estación de El Palau se inauguró el 25 de abril de 2002 sobre la antigua línea férrea construida en 1912, para dar servicio a esta zona de San Andrés de la Barca. Su propósito inicial era ser cabecera de la antigua S7, hasta que se completara la doble vía hasta Martorell, lo que sucedió en 2006. En el verano de ese año se finalizaba el desdoblamiento del tramo entre El Palau y Martorell Vila-Castellbisbal. Esto, unido a que ya se había desdoblado en 2005 el tramo de línea entre Martorell Vila-Castellbisbal y Martorell-Enlace aprovechando la construcción de la línea de alta velocidad, supuso un aumento de la frecuencia de paso de los trenes en la estación hacia Martorell.
El 21 de mayo de 2007 se puso en servicio la renovada estación de Martorell-Central, que permite un intercambio directo con los trenes de Rodalies de Catalunya. Un paso importante en la línea se produjo el 9 de febrero de 2008, cuando entraron en funcionamiento los llamados metros comarcales. De esta manera, a partir de entonces había un tren cada 5 minutos de Martorell a Barcelona. En julio de 2012 se reestructuraban todos los servicios en la red, reduciendo frecuencias pero recuperando algunos trenes semidirectos entre Barcelona, Manresa e Igualada mediante las líneas R50 y R60.

## La estación[1]
La estación tiene dos vías y andenes laterales, parcialmente cubiertas con unas peculiares marquesinas. El edificio para viajeros se encuentra a la izquierda de las vías (mirando sentido Martorell en kilometraje ascendente) y es de una sola planta si bien el espacio dedicado a los viajeros es mínimo ya que se reduce a un espacio con máquinas de venta de billetes y el control automatizado de acceso a los andenes. En sentido a Martorell hay un puente que ya existía incluso antes de la construcción de la estación desde el que hay un acceso independiente a cada vía formado por rampas y ascensores, de manera que la estación queda totalmente adaptada a PMR. En fecha posterior también se abrió un nuevo paso subterráneo entre andenes, accesible mediante escalinatas.
Dispone de ascensores y aparcamiento para bicicletas.

## Servicios ferroviarios
Esta estación está dentro de la tarifa plana del área metropolitana de Barcelona, cualquier trayecto entre dos de los municipios de la área metropolitana de Barcelona se contará como zona 1. El horario de la estación puede consultarse en este enlace. El esquema de líneas del ferrocarril Llobregat-Noya puede descargarse de este enlace. El plano integrado de la red ferroviaria de Barcelona puede descargarse en este enlace. No todos los servicios efectúan parada en al estación, pues los trenes semidirectos de las líneas R50 y R60, a pesar de circular por la estación, no se detienen en la misma.

### Servicios de mercancías[12]
Actualmente, FGC opera dos servicios de transporte de mercancías en esta línea:
- Transporte de potasa entre las estaciones de Suria y el Puerto de Barcelona. Circulan tres trenes diarios (mañana, tarde y noche), de lunes a viernes, formados por un máximo de 20 vagones tolva de la serie 62 000, remolcados por una locomotora de la serie 254. Con la composición máxima, tienen una longitud de 270 metros, y un peso máximo de 1 200 toneladas.

Autometro opera los siguientes servicios:
- Transporte de automóviles nuevos de SEAT entre la factoría situada en Martorell y el Puerto de Barcelona. Circulan tres trenes diarios (mañana, tarde y noche), de lunes a viernes, formados por una composición de siete vagones de la serie 65 000, remolcados por una locomotora de la serie 254. Estos trenes tienen una longitud de 400 metros, y un peso de unas 650 toneladas. Este tren de mercancías circula por la línea desde enero de 2008.

### Servicios de viajeros
Los servicios de las líneas semidirectas R50 y R60 no efectúan parada en la estación. El resto de líneas que circulan realizan parada en la misma.
| << cabecera                  | < estación             | línea            | estación >                      | cabecera >>         |
| ---------------------------- | ---------------------- | ---------------- | ------------------------------- | ------------------- |
| Línea Llobregat-Anoia de FGC |                        |                  |                                 |                     |
| Barcelona-Plaza España       | San Andrés de la Barca |                  | Martorell Vila \| Castellbisbal | Olesa de Montserrat |
| Barcelona-Plaza España       | San Andrés de la Barca | Martorell Enlace | Martorell Vila \| Castellbisbal |                     |
| Barcelona-Plaza España       | San Andrés de la Barca |                  | Martorell Central               | Manresa-Apeadero    |
| Barcelona-Plaza España       | San Andrés de la Barca | Igualada         | Martorell Central               |                     |